# 谷内健
谷内健（日语：／ Yanai Ken，11月11日—）是日本的男性声優。オフィス野沢所屬。新潟縣出身。

## 出演作品

### 電視動畫
2000年
- 萬有引力

2005年
- SHUFFLE!（男學生）
- D.C.S.S. ~Da Capo Second Season~（梅坂、男學生、男、學生）

2006年
- Keroro軍曹（肉屋店主）

2010年
- K-ON!!（校長）
- 戀愛班長 第二輯（執事）

2014年
- 魔法科高中的劣等生（學生、道格拉斯·黃、音羽）

2016年
- 漂流武士（十月機關 機官員）

2021年
- 魔法科高校的優等生（道格拉斯·黃）

2023年
- 勇者赫魯庫（選手）

### 劇場版動畫
2000年
- 幸運女神

### 網路動畫
2018年
- 監獄實驗（戶宮清）

### 遊戲
1991年
- 美少女夢工場

1993年
- 美少女夢工場2

2004年
- 思瞬譜（神付真一郎）

2005年
- Monster Rancher EVO

2007年
- ネットワーク対戦クイズ Answer×Answer
- 零之使魔 小惡魔與春風的協奏曲
- 幕末戀華 花柳劍士傳（野村利三郎）

## 外部連結
- （日語）官方資料